# D’Artagnan (film)
D’Artagnan (ang. The Musketeer) – amerykański film przygodowy z 2001 roku. Swobodna adaptacja powieści Aleksandra Dumasa pt. Trzej muszkieterowie.

## Fabuła
Francja w czasach Ludwika XIII. Młody Gaskończyk D’Artagnan wyrusza do Paryża, by zaciągnąć się do elitarnej formacji muszkieterów. Przy okazji chce odnaleźć zabójcę swoich rodziców.

## Obsada
- Justin Chambers – D’Artagnan
- Tim Roth – Febre
- Mena Suvari – Konstancja Bonacieux
- Catherine Deneuve – królowa Anna
- Stephen Rea – kardynał Richelieu
- Daniel Mesguich – król Ludwik XIII
- Jan Gregor Kremp – Atos
- Steve Speirs – Portos
- Nick Moran – Aramis
- Jean-Pierre Castaldi – Planchet
- David Schofield – Rochefort
- Michael Byrne – Treville